# 堀之内聖
堀之内 聖（ほりのうち さとし、1979年10月26日 - ）は、埼玉県浦和市（現：さいたま市緑区）出身の元プロサッカー選手、フットゴルフ選手。現役時代のポジションはディフェンダー（センターバック）、ミッドフィールダー（ボランチ）。
妻は元シェキドルの荒井沙紀。

## 来歴

### プロ入りまで
旧浦和市に生まれた生粋の「浦和っ子」で、浦和三室サッカー少年団時代から才能を評価されて市内少年団選抜チームのFC浦和のメンバーとしてもプレー、浦和市立三室中学校を経て浦和市立高等学校へ進学し、2年時には第75回全国高等学校サッカー選手権大会に出場してボランチとして中盤を統率し準々決勝にて中村俊輔擁する桐光学園高等学校に惜敗、主将を務めた3年時は埼玉県大会決勝で埼玉県立浦和東高等学校に逆転負けしたが同大会にて2年連続で優秀選手に選出された。
東京学芸大学へ進学後は4シーズン連続で関東大学サッカーリーグ戦のベストイレブンに選出され、また2001年に中国・北京で開催された夏季ユニバーシアードでは日本代表に選出されて3大会ぶり2度目の金メダルメンバーとなり、同大会のチームメートだった筑波大学の平川忠亮、福岡大学の坪井慶介、駒沢大学の三上卓哉、国士舘大学の山根伸泉とともに翌2002年よりJ1リーグ・浦和レッズへ加入することとなる。

### 選手時代
元々のポジションはボランチだが、プロに入ってDFにコンバートされ、その才能を開花させた。
2002年加入、同期の坪井慶介や平川忠亮が新人ながらも主力選手として活躍していく中、自身はサテライト暮らしが続いていたが、当時のサテライトコーチの柱谷哲二の下で地道にトレーニングを続けた。これが実を結び、2004年、田中マルクス闘莉王がアテネ五輪出場で不在だった際にリベロを任され、2ndステージのスタートダッシュに大きく貢献、徐々に出場機会を伸ばしていった。
2005年も闘莉王が故障、出場停止時の代役が主だったが、シーズン終盤にネネ、内舘秀樹が相次いで故障したため、3バックのレギュラーポジションを獲得した。そして天皇杯では準々決勝でダメ押しゴール、決勝で先制点を挙げるなど大活躍し、Jリーグ開幕後初の天皇杯優勝に大きく貢献した。
2006年は開幕から坪井慶介、闘莉王と共に3バックを構築した。終盤に負傷で離脱してしまったが、初のリーグ優勝に貢献した。その後、2007年、2008年もレギュラーDFとして活躍。
2009年からは出場試合数は減ったもののリード時に途中出場し、元来のポジションであるボランチでプレーする機会が多くなった。また、チーム事情からJ1第29節、対新潟戦で本人曰く、「大学選抜以来」という右サイドバックで先発出場した。リードしているチームを勝利させるクローザーとしての起用も多かった。
2010年も前年と同様に主に途中出場でボランチでプレーしているが、チーム事情によってセンターバックでプレーすることもあり、負傷者が多発した終盤戦はスタメン出場することも多かった。また、J1第7節、対川崎戦でリーグ戦では2007年以来となるゴールも記録した。
2011年は前年の12月25日に行われた天皇杯準々決勝、対ガンバ大阪戦で右膝を痛めたことが影響し始動から出遅れ、またシーズン中も腰を痛めるなど故障に苛まれ、リーグ戦5試合、ナビスコカップ1試合にベンチ入りしたのみに留まり、公式戦に1試合も出場すること無くシーズンを終え、12月7日、クラブから来季の契約を更新しない事が発表された。
2012年、横浜FCへ完全移籍。11月26日横浜FCから退団が発表され、12月29日モンテディオ山形へ完全移籍が発表された。2013年シーズン終了後、契約満了により山形を退団。
2014年1月、現役引退と浦和にクラブスタッフとして復帰することが発表された。

### 現役引退後
2014年2月1日付で浦和レッズにクラブスタッフとして復帰し、事業本部パートナー営業部へ配属され、3年従事の後2017年より強化部へ異動。2019年には新たに発足した小学生を対象とする「浦和レッズサッカー塾」の統括責任者である塾長に就任した。
一方で、2015年に参加したクラブ経営人材の養成と輩出を目的とする「Jリーグヒューマンキャピタル」で知り合った仲間に誘われてフットゴルフと出会い、日本フットゴルフ協会の松浦新平会長からの直々のオファーも受けて、2015年11月16日、引退後に始めたフットゴルフで日本代表に選出された。2016年1月8日、アルゼンチンで行われた第2回フットゴルフワールドカップに出場したが予選敗退し決勝ラウンド進出はならなかった。2024年のオリンピック出場をめざしている。
2024年4月16日、浦和レッドダイヤモンズ株式会社を退職し、プロ契約という形で、浦和のスポーツダイレクターに就任した。

## 人物
- 高校のサッカー部2年後輩にTBSアナウンサーの蓮見孝之（GKだった）、大学の同期に優木まおみ、大学のサッカー部2年後輩に岩政大樹がいる。

## 所属クラブ
- 三室サッカー少年団
- 1992年 - 1994年 さいたま市立三室中学校
- 1995年 - 1997年 さいたま市立浦和高校
- 1998年 - 2001年 東京学芸大学
- 2002年 - 2011年 浦和レッドダイヤモンズ
- 2012年 横浜FC
- 2013年 モンテディオ山形

## 個人成績
| 国内大会個人成績 | 国内大会個人成績 | 国内大会個人成績 | 国内大会個人成績 | 国内大会個人成績 | 国内大会個人成績 | 国内大会個人成績 | 国内大会個人成績 | 国内大会個人成績 | 国内大会個人成績 | 国内大会個人成績 | 国内大会個人成績 |
| 年度             | クラブ           | 背番号           | リーグ           | リーグ戦         | リーグ戦         | リーグ杯         | リーグ杯         | オープン杯       | オープン杯       | 期間通算         | 期間通算         |
| 年度             | クラブ           | 背番号           | リーグ           | 出場             | 得点             | 出場             | 得点             | 出場             | 得点             | 出場             | 得点             |
| 日本             | 日本             | 日本             | 日本             | リーグ戦         | リーグ戦         | リーグ杯         | リーグ杯         | 天皇杯           | 天皇杯           | 期間通算         | 期間通算         |
| ---------------- | ---------------- | ---------------- | ---------------- | ---------------- | ---------------- | ---------------- | ---------------- | ---------------- | ---------------- | ---------------- | ---------------- |
| 2002             | 浦和             | 29               | J1               | 0                | 0                | 0                | 0                | 0                | 0                | 0                | 0                |
| 2003             | 浦和             | 20               | J1               | 6                | 0                | 2                | 0                | 0                | 0                | 8                | 0                |
| 2004             | 浦和             | 20               | J1               | 9                | 0                | 3                | 0                | 3                | 0                | 15               | 0                |
| 2005             | 浦和             | 20               | J1               | 23               | 3                | 9                | 0                | 5                | 2                | 37               | 5                |
| 2006             | 浦和             | 20               | J1               | 28               | 1                | 8                | 1                | 3                | 0                | 39               | 2                |
| 2007             | 浦和             | 20               | J1               | 19               | 2                | 2                | 0                | 0                | 0                | 21               | 2                |
| 2008             | 浦和             | 20               | J1               | 28               | 0                | 6                | 0                | 2                | 1                | 36               | 1                |
| 2009             | 浦和             | 20               | J1               | 15               | 0                | 5                | 0                | 1                | 0                | 21               | 0                |
| 2010             | 浦和             | 20               | J1               | 20               | 1                | 4                | 0                | 3                | 0                | 27               | 1                |
| 2011             | 浦和             | 20               | J1               | 0                | 0                | 0                | 0                | 0                | 0                | 0                | 0                |
| 2012             | 横浜FC           | 24               | J2               | 22               | 2                | -                | -                | 1                | 0                | 23               | 2                |
| 2013             | 山形             | 5                | J2               | 30               | 3                | -                | -                | 2                | 0                | 32               | 3                |
| 通算             | 日本             | 日本             | J1               | 148              | 7                | 39               | 1                | 17               | 3                | 204              | 11               |
| 通算             | 日本             | 日本             | J2               | 52               | 5                | -                | -                | 3                | 0                | 55               | 5                |
| 総通算           | 総通算           | 総通算           | 総通算           | 200              | 12               | 39               | 1                | 20               | 3                | 259              | 16               |

- Jリーグ初出場 - 2003年5月17日 J1 1st第9節 対ガンバ大阪戦 (駒場)
- Jリーグ初得点 - 2005年4月9日 J1 第4節 対ガンバ大阪戦 (埼玉)

その他の公式戦
- 2006年
  - スーパーカップ 1試合1得点
- 2012年
  - J1昇格プレーオフ 1試合0得点

| 国際大会個人成績 | 国際大会個人成績 | 国際大会個人成績 | 国際大会個人成績 | 国際大会個人成績 |
| 年度             | クラブ           | 背番号           | 出場             | 得点             |
| AFC              | AFC              | AFC              | ACL              | ACL              |
| ---------------- | ---------------- | ---------------- | ---------------- | ---------------- |
| 2007             | 浦和             | 20               | 7                | 0                |
| 2008             | 浦和             | 20               | 3                | 0                |
| 通算             | AFC              | AFC              | 10               | 0                |

その他の国際公式戦
- 2007年
  - A3チャンピオンズカップ 2試合0得点

## 代表歴
- 2001年 ユニバーシアード(サッカー競技)日本代表

## 指導歴・職歴
- 2014年 - 浦和レッドダイヤモンズ
  - 2014年2月 - 2017年4月 パートナー営業部
  - 2017年5月 - 2024年4月 強化部/フットボール本部
  - 2024年4月 - スポーツダイレクター